# Ceranemota improvisa
Ceranemota improvisa är en fjärilsart som beskrevs av Edwards 1873. Ceranemota improvisa ingår i släktet Ceranemota och familjen sikelvingar. Inga underarter finns listade i Catalogue of Life.